# Lasiosina variegata
Lasiosina variegata är en tvåvingeart som beskrevs av Dely-draskovits 1977. Lasiosina variegata ingår i släktet Lasiosina och familjen fritflugor. Inga underarter finns listade i Catalogue of Life.